# Masacre de Jamundí

Ubicación del municipio de Jamundí, Valle del Cauca al suroccidente de Colombia.

La Masacre de Jamundí fue una masacre perpetrada el 22 de mayo de 2006 por el "Batallón de Alta Montaña No. 3" del Ejército de Colombia, comandado por el teniente coronel Bayrón Gabriel Carvajal Osorio, contra un cuerpo élite de la DIJIN de la policía colombiana, el cual fue enviado a un operativo antinarcóticos en el municipio de Jamundí, departamento del Valle. Entre los fallecidos se encontraba el mayor Elkin Molina quien comandaba la operación de la Dijín. El comandante del Batallón del Ejército dio la orden para matar a los policías.

## Repercusiones
El 18 de febrero de 2008, un juez penal especializado de Cali condenó a 15 militares por la masacre de diez policías y una persona civil, los cuales no fueron juzgados por la justicia penal militar sino por la justicia ordinaria. Inicialmente se habló de una equivocación por parte del Batallón del Ejército, que supuestamente había confundido al grupo de la DIJIN con un grupo armado insurgente no obstante, el caso fue investigado y finalmente juzgado determinándose que el Batallón del Ejército estaba al servicio del narcotráfico.
Más adelante, se empezó a sospechar de la autoría intelectual del narcotraficante alias "Don Diego".
El 7 de mayo de 2008, un juez condenó al teniente coronel r. Bayrón Gabriel Carvajal Osorio, como comandante del Batallón de Alta Montaña n.º 3 a 54 años de cárcel sin derecho a beneficios de trabajo y comportamiento; al Teniente Harrison Eladio Castro Aponte a 52 años de prisión como oficial al mando de la operación “Misión táctica n.º 27 Ballesta III y al sargento Luis Eduardo Mahecha Hernández, jefe de la Red de Inteligencia. Otros trece militares fueron condenados a 50 años de cárcel.En el año 2010 el Tribunal Superior de Cali rebajó las penas de Carvajal y Castro a 29 años y las del resto de militares a ocho.